# 村山郵便局
村山郵便局（むらやまゆうびんきょく）
- 山形県村山市にある郵便局。本記事で記述する。
- 東京都武蔵村山市にある郵便局。局番号は01129。

村山簡易郵便局（むらやまかんいゆうびんきょく）
- 静岡県富士宮市にある簡易郵便局。局番号は23835。

村山郵便局（むらやまゆうびんきょく）は、山形県村山市にある郵便局。民営化前の分類では集配普通郵便局であった。

## 概要
民営化直前の集配業務再編において、多くの集配普通郵便局は統括センターとなったが、当局は配達センターとされたため、民営化後も郵便事業株式会社の支店は併設されず、集配センターが併設された。

## 沿革
- 1872年8月4日（明治5年7月1日） - 楯岡（たておか）郵便取扱所として開設[1]。
- 1875年（明治8年）1月1日 - 楯岡郵便局（五等）となる。
- 1879年（明治12年） - 為替取扱を開始。
- 1891年（明治24年）3月21日 - 楯岡郵便電信局となる。
- 1903年（明治36年）4月1日 - 通信官署官制の施行に伴い楯岡郵便局となる。
- 1951年（昭和26年）12月1日 - 電気通信業務の取扱を、新設の楯岡電報電話局に移管[2]。
- 1952年（昭和27年）2月1日 - 特定郵便局から普通郵便局に局種別改定[3]。
- 1955年（昭和30年）11月1日 - 村山郵便局に改称。
- 1962年（昭和37年）11月26日 - 電話通話および和文電報受付業務を開始。
- 1999年（平成11年） - 外国通貨の両替および旅行小切手の売買に関する業務取扱を開始。
- 2007年（平成19年）10月1日 - 民営化に伴い、併設された郵便事業東根支店村山集配センターに一部業務を移管。
- 2012年（平成24年）10月1日 - 日本郵便株式会社発足に伴い、郵便事業東根支店村山集配センターを村山郵便局に統合。

## 取扱内容
- 郵便、印紙、ゆうパック、内容証明
- 貯金、為替、振替、振込、国際送金、国債、投資信託
- 生命保険、バイク自賠責保険、自動車保険
- ゆうちょ銀行ATM
- 村山市内の一部地域（〒995-00xx）の集配業務

## 周辺
- 村山市立図書館
- 村山市立楯岡小学校
- 国道13号

## アクセス
- JR奥羽本線（山形新幹線・山形線） 村山駅から北へ約200m（徒歩約7分）
- 山交バス ふれあい広場前停留所、村山市営バス 十日町停留所下車
- 東北中央自動車道 東根ICから北へ約11km
- 駐車場あり：11台